# Centro de Memória UNASP São Paulo

## Centro de Memória UNASP São Paulo
Criado e mantido pelo Centro Universitário Adventista de São Paulo (UNASP) campus São Paulo, o Centro de Memória UNASP São Paulo é a primeira instituição museológica do Capão Redondo. Tem o objetivo de preservar e difundir a memória do UNASP, bem como dos primórdios do bairro do Capão Redondo, localizado na zona sul da capital paulista. O museu produz pesquisas, exposições, eventos e livros relacionando a história do bairro e a memória de sua instituição mantenedora, bem como da Igreja Adventista do Sétimo Dia e da Rede Adventista de Educação.
Atualmente, este Centro de Memória tem acesso livre e gratuito para todos os públicos. São recebidas visitas individuais ou em grupo que devem ser marcadas com antecedência. O espaço possui rampa de acesso para portadores de necessidades especiais.

## Histórico
O Centro Universitário Adventista de São Paulo (UNASP) é uma instituição educacional fundada em 1915 no Capão Redondo. Foi chamado de Seminário Adventista, Collegio Adventista, Colégio Adventista Brasileiro, Instituto Adventista de Ensino, e em 1999, passou a ser chamado UNASP. É a primeira instituição instalada no então sertão de Santo Amaro, no distrito que conhecemos atualmente como Capão Redondo, zona sul da cidade de São Paulo.
Em 2015, o UNASP comemorou seu centenário com mais de 100 eventos e produtos comemorativos ao longo do ano, entre concertos, homenagens etc. Acabado o centenário, percebeu-se a necessidade de abrir um museu que contasse a história da instituição e do bairro, pelo fato de esta ser a instituição mais antiga funcionando ininterruptamente por mais de 100 anos.  

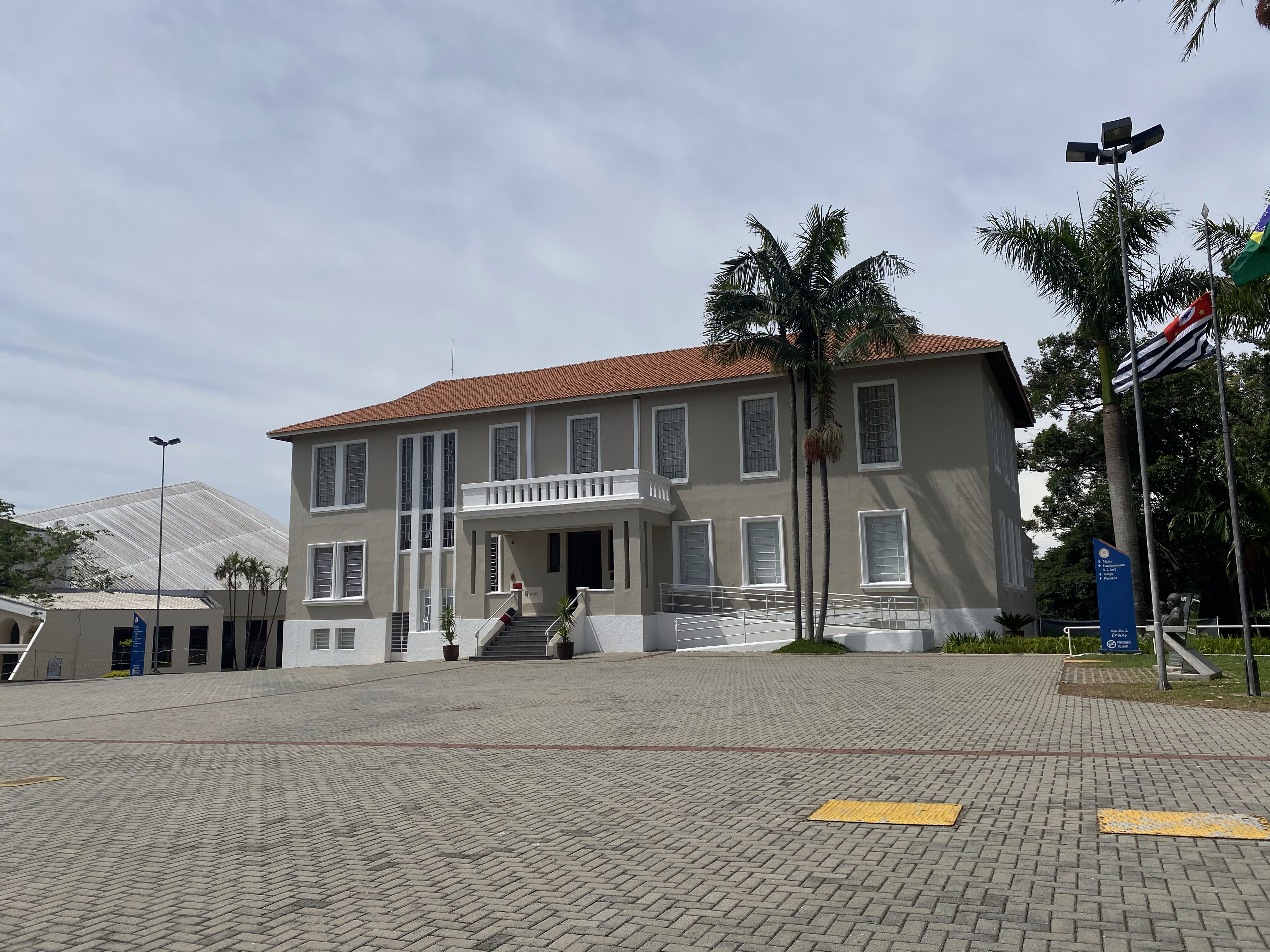
Prédio Central em 2021, edificação Tombada pelo CONPRESP onde está localizado o Centro de Memória UNASP

Em paralelo a estes acontecimentos, aconteceu entre 2014 e 2018 o Processo de Tombamento do UNASP. Um grupo de ex-alunos se organizou para montar um pedido junto ao Departamento de Patrimônio Histórico da cidade de São Paulo (DPH DP), para que fosse avaliada pelo Conselho Municipal de Preservação do Patrimônio Histórico, Cultural e Ambiental da Cidade de São Paulo a possibilidade de tombar o complexo arquitetônico e ambiental do Centro Universitário Adventista.
O pedido foi aceito pelo DPH, uma pesquisa foi realizada, e no dia 28 de novembro de 2018 foi publicada no Diário Oficial a Resolução n. 58 de 2018, concluindo o processo com o tombamento do complexo, sendo este o primeiro tombamento do Capão Redondo. O Tombamento é o reconhecimento público de que a instituição tem relevância histórica, cultural, arquitetônica e ambiental para o bairro e para a cidade. Segundo site GeoSampa da Prefeitura de São Paulo, o complexo do UNASP é o único bem tombado no distrito do Capão Redondo.
Tendo em vista estes acontecimentos, a Direção Geral do UNASP, decidiu iniciar um Projeto de Implantação de um Centro de Memória no UNASP campus São Paulo, este espaço teria o objetivo de resgatar, organizar e difundir detalhes sobre a memória da instituição, bem como dos primórdios do Capão Redondo, tendo em vista que a fundação desta instituição foi um dos primeiros vetores para a urbanização do bairro.
Graças aos esforços do Dr. Douglas Menslin, diretor geral do UNASP São Paulo no período, em maio de 2016 foi montada uma equipe para começar a resgatar materiais históricos e organizar o Projeto de Implantação. Depois de feitas algumas pesquisas, foram reunidos materiais para o acervo, e algumas exposições temporárias foram exibidas nos espaços da instituição. Em 2019 foi inaugurado um espaço próprio para o Centro de Memória, localizado no Prédio Central da instituição. Pertencente ao complexo tombado, esta edificação é a mais antiga que possui praticamente todas as características arquitetônicas originais preservadas. 

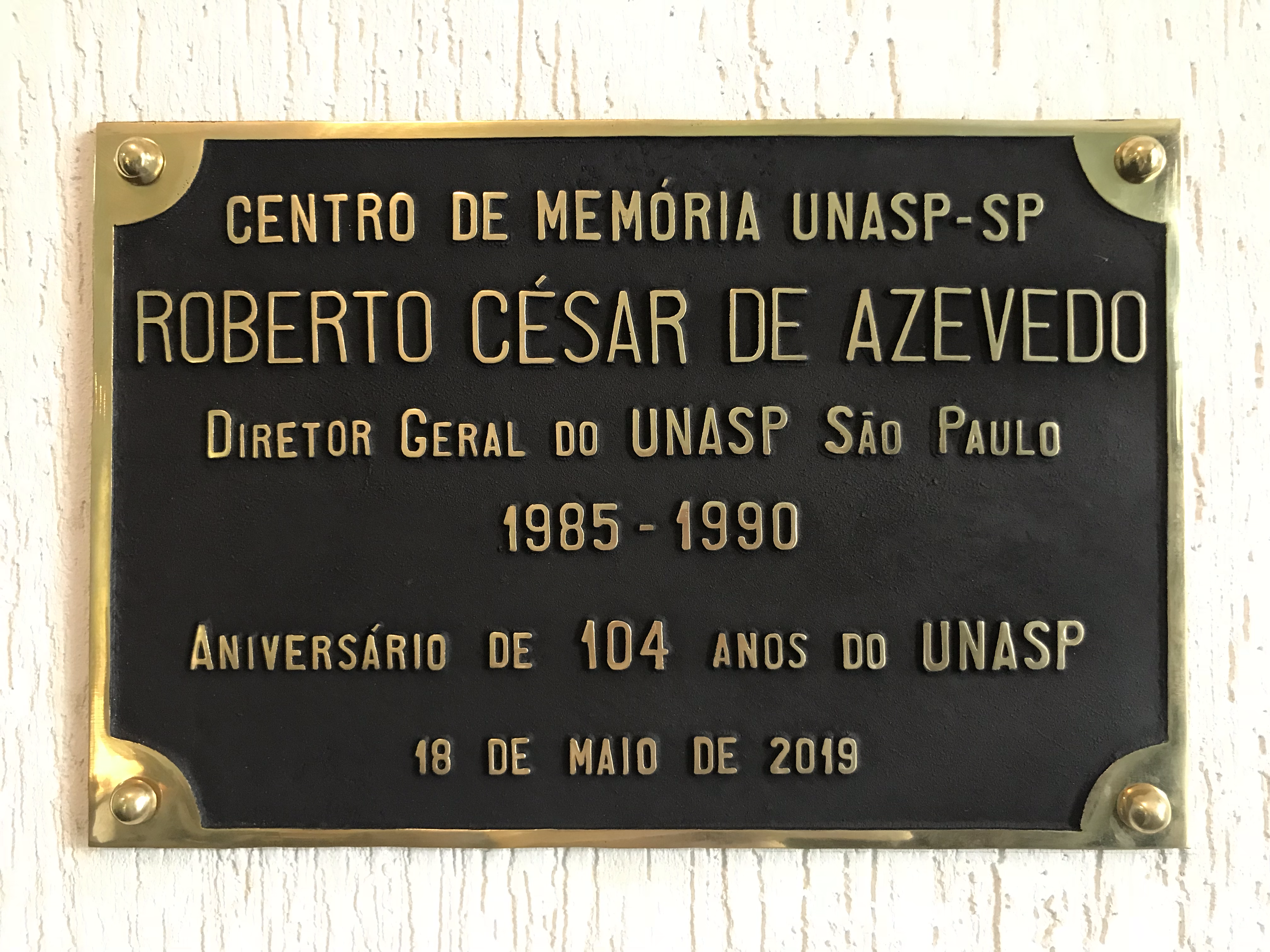
Placa de inauguração do Centro de Memória UNASP São Paulo

## Homenagem
O espaço do Centro de Memória leva o nome de um dos diretores do UNASP. Professor Roberto Azevedo nasceu em 1943, foi aluno do Curso Científico do então IAE (atual UNASP) nos anos 1960, cursou Ciências Biológicas na USP formando-se em 1967. Foi professor de biologia do IAE entre 1964 e 1972. Atuou como administrador em outras instâncias da Rede Adventista de Educação, e entre 1985 e 1990 foi o Diretor Geral do UNASP. Prof. Roberto tem um papel significativo no avanço da educação adventista no Brasil e na preservação de sua memória.

## O Centro de Memória

### Acervo

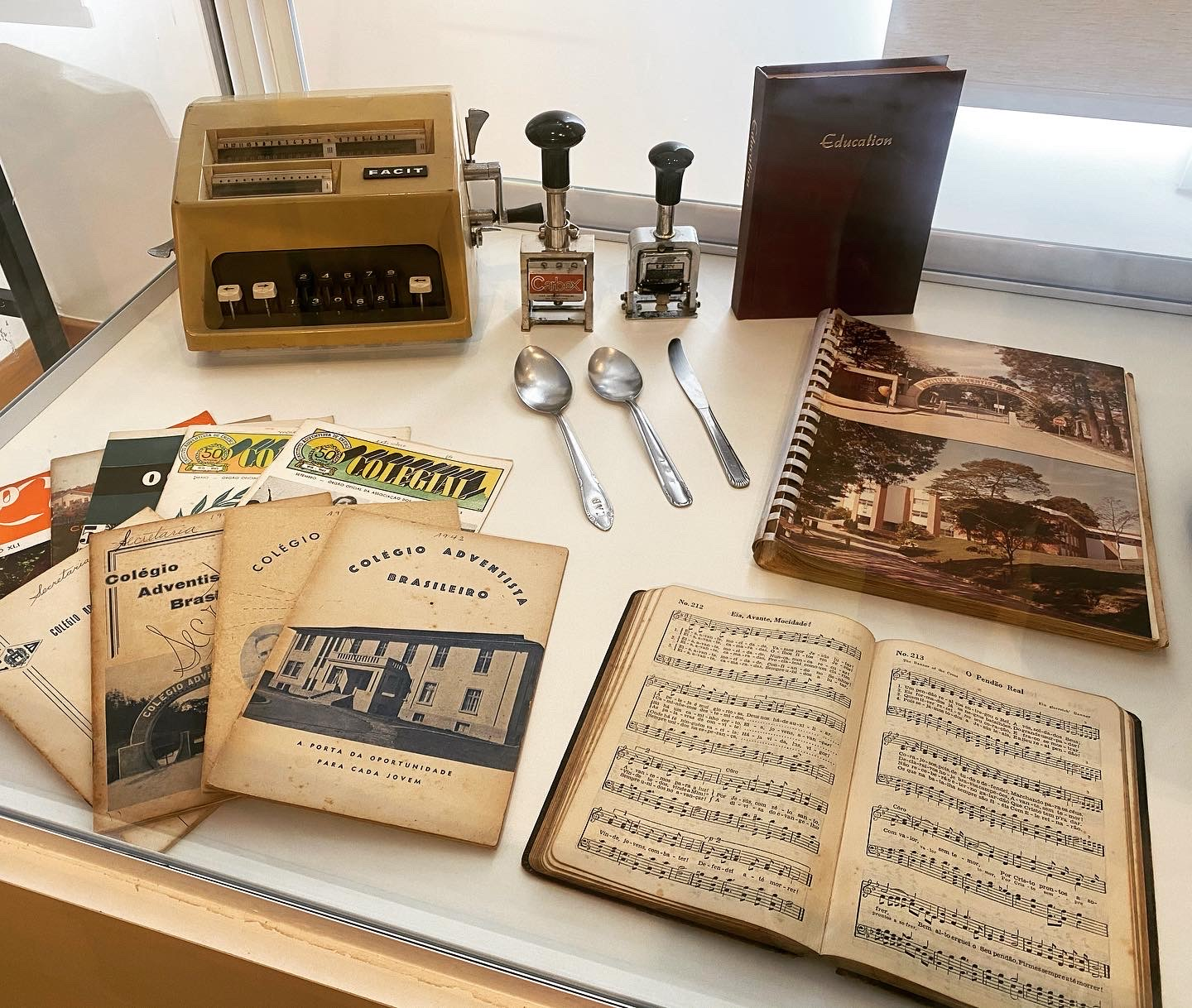
Objetos do acervo do Centro de Memória

O museu possui centenas de peças de diversas origens e tipos que contam a história da instituição e do bairro. São objetos tridimensionais, documentos cartográficos, iconográficos, videográficos, periódicos, entre outros, que ainda estão em fase de organização e catalogação. São itens reunidos dentro da própria instituição ou doados por famílias de ex-alunos e colaboradores.

### Pesquisa
Em parceria com o curso de Arquitetura e Urbanismo do UNASP, o Centro de Memória possui um grupo de pesquisa cadastrado no CNPQ com o nome "Laboratório de Estudos da História e Memória do UNASP" (LEHME). O grupo conta com 10 pesquisadores, acadêmicos do próprio UNASP e da Rede Adventista de Educação. Possui também alunos de iniciação científica, colaboradores estrangeiros e técnicos.
O objetivo do grupo é pesquisar sobre: 
- a memória da Igreja Adventista no Brasil e, em especial, sobre a memória institucional do UNASP;
- a história do bairro do Capão Redondo;
- Patrimônio Cultural, material e imaterial, tombamento e preservação. [10]

### Exposição
A exposição inaugural de longa duração tem o título "Murmúrios de uma Colina: o movimento missionário e a construção do Seminário Adventista, 1915-1925". Esta exposição fala sobre o processo de implantação da fazenda do então Seminário, atual UNASP, na zona rural do sertão de Santo Amaro. São abordados tópicos como a construção das primeiras edificações, o modelo de educação integral, as plantações e o gado holandês, a primeira formatura, e a história dos fundadores. As peças tridimensionais e as fotografias são acompanhadas por frases ou murmúrios escritos pelos próprios pioneiros da instituições, escritos em cartas e documentos do acervo.

### Galeria
Fotos do interior do Centro de Memória

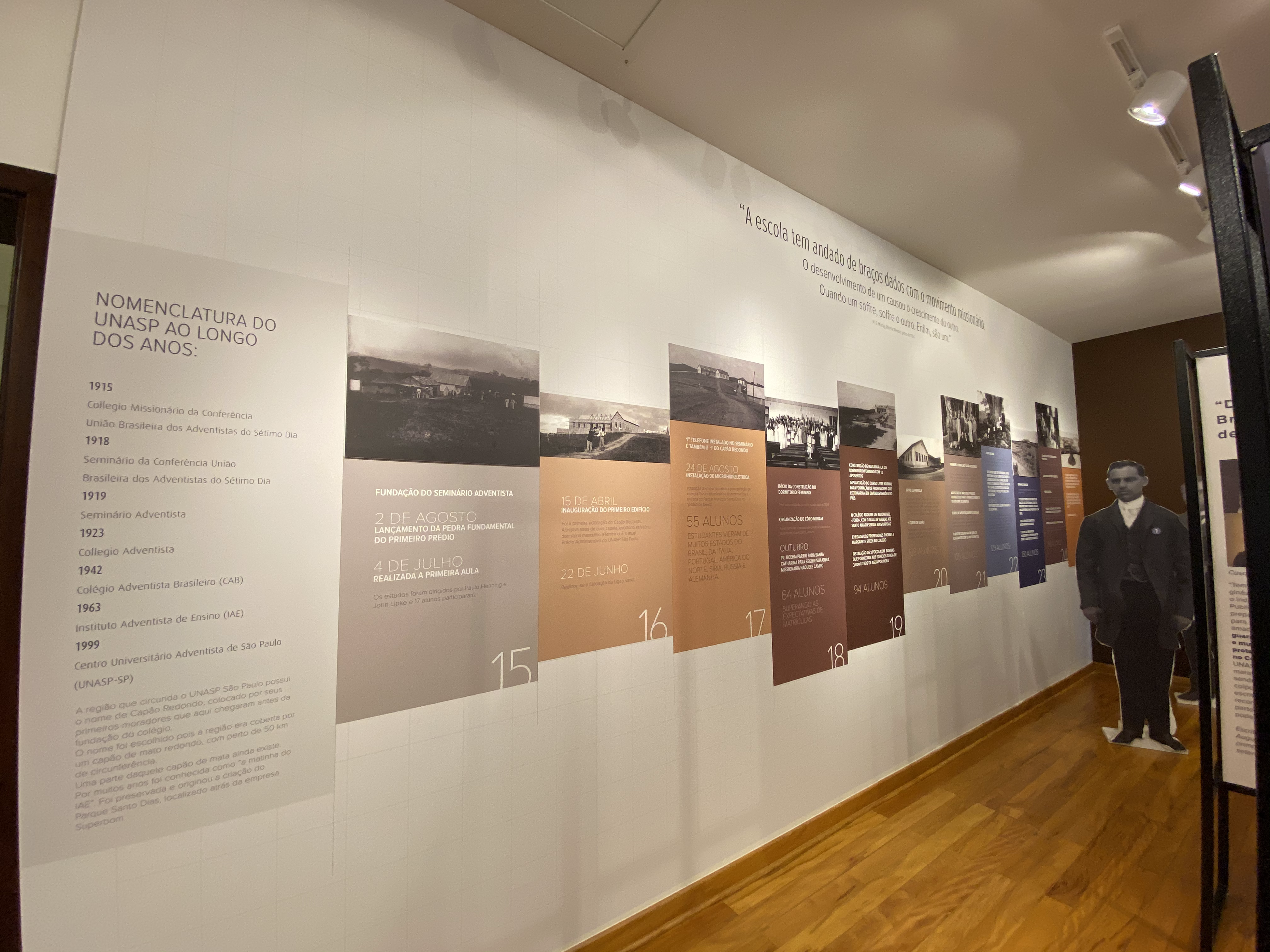
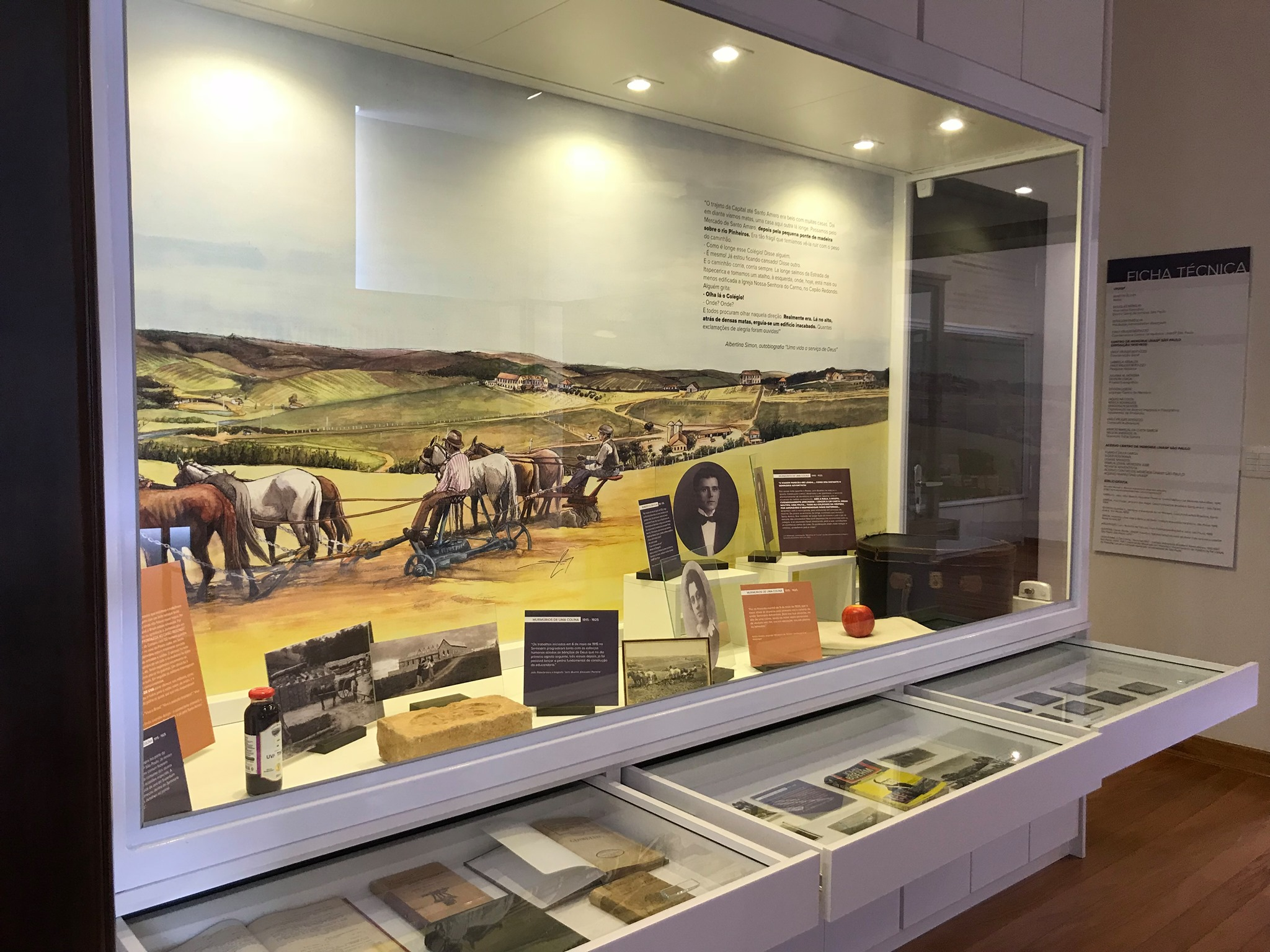
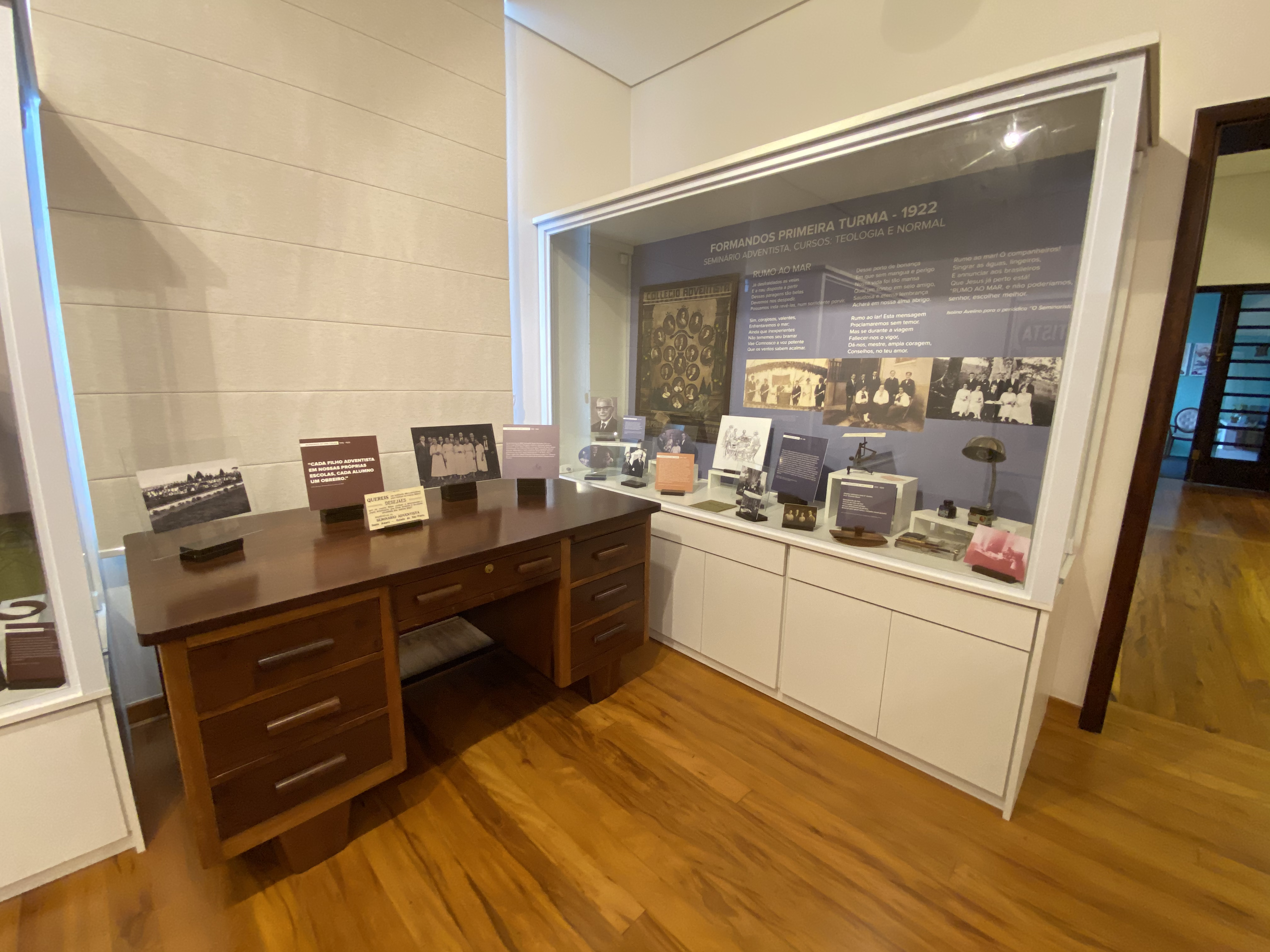